# Illmensee
Illmensee è un comune tedesco di 2 070 abitanti,, situato nel land del Baden-Württemberg.